# Tvåriktningsvagn

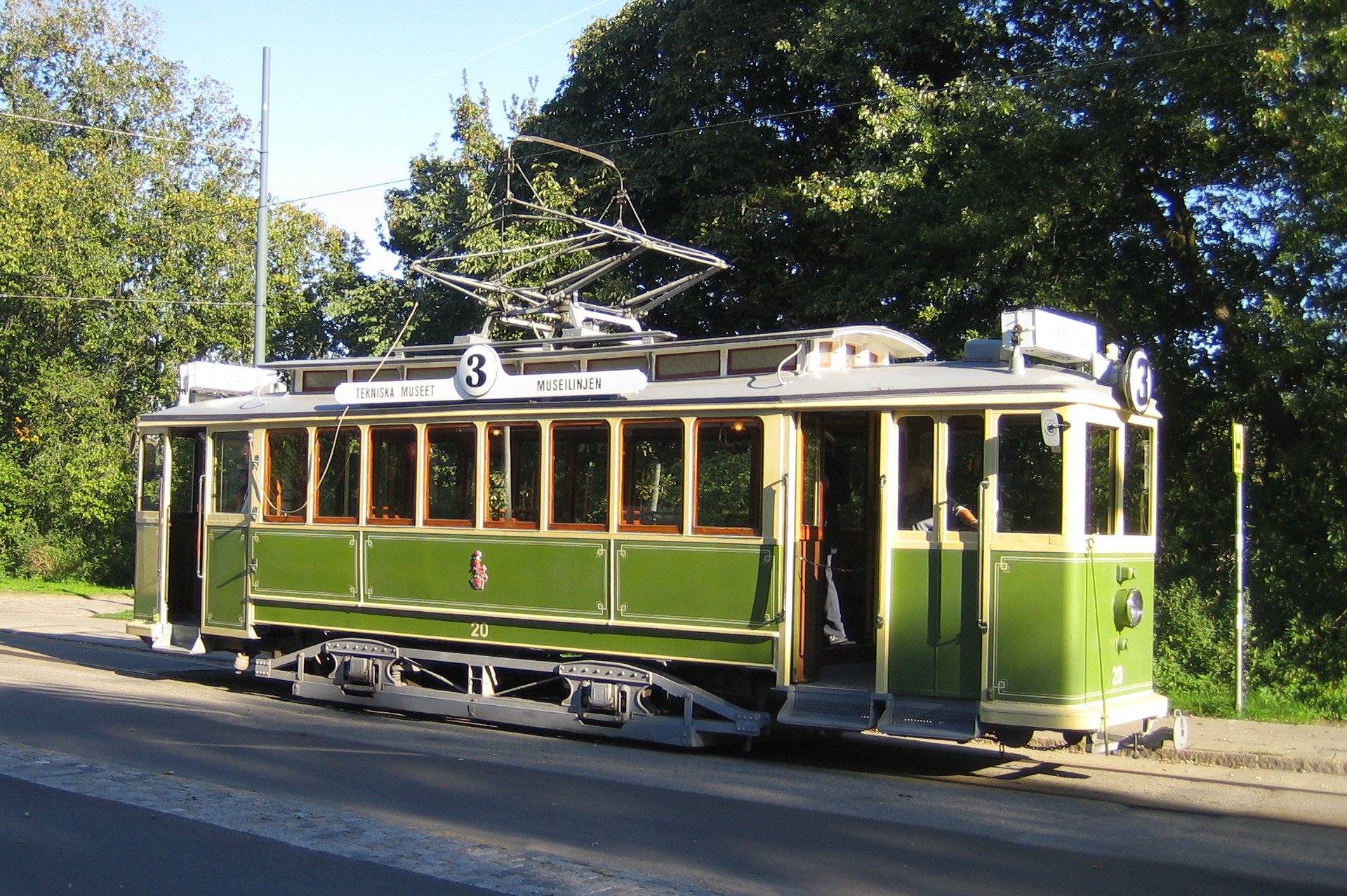
Tvåriktningsvagn på museispårvägen i Malmö

Tvåriktningsvagn (även dubbelriktningsvagn) är en spårvagn med förarplats i båda ändar. Den går följaktligen att köra åt båda hållen. Den byter körriktning oftast genom att föraren byter förarplats och vagnen växlas över på det andra spåret. En tvåriktningsvagn har i regel dörrar på båda sidor; några få spårvägar (exempelvis den i Gmunden i Österrike) har dock tvåriktningsvagnar med dörrar på bara ena sidan, som betjänar plattformar på bara ena sidan om (det då vanligen enkla) spåret. Inget hindrar dock att en enriktningsvagn ingår i ett tåg med annan vagn som gör att tåget är användbart i båda riktningarna, som en tvåriktningsvagn. Ej heller finns det något hinder för att tvåriktningsvagnar normalt används endast i en riktning. Detta kan förekomma på banor där vagnarna normalt vänder i vändslingor men där det finns tillfälliga vändplatser med övergångsväxlar. Exempel på detta är Djurgårdslinjen i Stockholm, med vändslingor i Waldemarsudde och Norrmalmstorg men säckvändning vid T-Centralen, och Oslo där Rikshospitalets hållplats är i säckutförande men övriga platser vänds med vändslinga.
Fördelar med en tvåriktningsvagn, jämfört med en enriktningsvagn (eller enkelriktningsvagn) är att man sparar utrymme i stadsmiljön genom att inte behöva anlägga någon vändslinga och att man kan anordna mycket enkla ändhållplatser mitt på linjen med bara ett övergångsspår, billiga nog även för sporadiskt bruk, så länge övrig spårvagns- och annan trafik tillåter det.
Nackdelar : se enriktningsvagnens fördelar; i första hand att fler dörrar och fler förarplatser ger färre passagerarplatser och högre kostnad.
I Sverige går tvåriktningsvagnar i reguljär trafik hos Storstockholms Lokaltrafik samt, några få, vid Norrköpings spårvägar.
För järnvägarnas motorvagnar används normalt tvåriktningsvagnar, eftersom man inte använder vändslingor (de skulle behöva vara mycket stora, kanske 200 m diameter). Detta är så etablerat att beteckningen tvåriktningsvagn eller motsvarande inte används.
Iore-loken har riktig förarhytt bara i ena änden, men de är avsedda att köra i par, med bakändarna hopkopplade och då blir de tvåriktningslok.